# Stała Faradaya
Stała Faradaya – stała fizyczna wynosząca F = 9,64853321233×104 C/mol, która oznacza ładunek elektryczny przypadający na jeden mol elektronów. Jej wielkość wynika ze wzoru F = NA·e
Wielkość stałej Faradaya wyrażona w kulombach na mol wynosi dokładnie:.
{\displaystyle {\text{F}}=N_{A}\cdot e=6{,}022\ 140\ 76\cdot 10^{23}\;\mathrm {mol} ^{-1}\cdot 1,602\ 176\ 634\times 10^{-19}{\text{C}}=9{,}648\ 533\ 212\ 331\ 001\ 84\cdot 10^{4}\;{\text{C}}\cdot \mathrm {mol} ^{-1}}
gdzie:
{\displaystyle N_{A}} – stała Avogadra,
{\displaystyle e} – ładunek elektronu w kulombach.
Faradaj to pozaukładowa jednostka ładunku elektrycznego, zdefiniowana jako ładunek elektryczny jednego mola elektronów (bez znaku), obecnie zastąpiona przez jednostkę układu SI, kulomb. Jest liczbowo równy stałej Faradaya.
Nazwa, podobnie jak farada – jednostki pojemności elektrycznej pochodzi od nazwiska Michaela Faradaya.